# Guadalupe Nucate
Guadalupe Nucate är en ort i Mexiko.   Den ligger i kommunen San Miguel Tlacotepec och delstaten Oaxaca, i den sydöstra delen av landet, 250 km sydost om huvudstaden Mexico City. Guadalupe Nucate ligger 2 003 meter över havet och antalet invånare är 123.
Terrängen runt Guadalupe Nucate är kuperad. Runt Guadalupe Nucate är det ganska glesbefolkat, med 42 invånare per kvadratkilometer. Närmaste större samhälle är Santiago Juxtlahuaca, 12,0 km söder om Guadalupe Nucate. I omgivningarna runt Guadalupe Nucate växer huvudsakligen savannskog.